# Costellazioni tuareg
I tuareg hanno una profonda conoscenza delle stelle, che costituiscono uno strumento indispensabile per orientarsi nel deserto. Anch'essi, come molti popoli del mondo, hanno individuato nella volta del cielo delle costellazioni in cui vedono personaggi e animali collegati ad una serie di miti.

## Le costellazioni

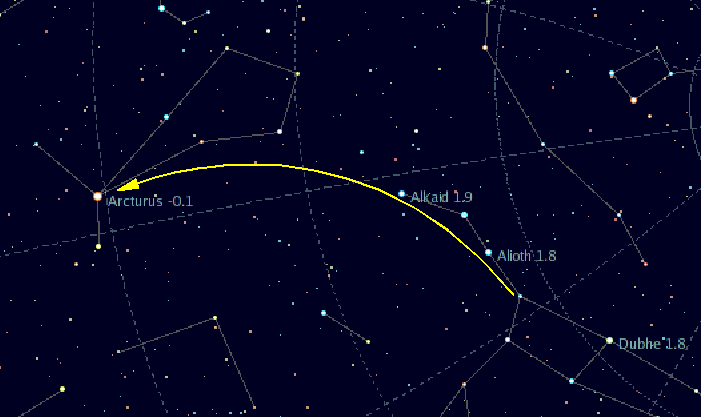
Le principali stelle che formano la costellazione della "cammella": le sette dell'Orsa maggiore più Arturo. La freccia che unisce il carro ad Arturo mostra quello che viene interpretato come un lungo collo arcuato.

- Orsa Maggiore = talămt (la cammella), che comprende almeno 9 stelle: 
  - le quattro stelle del Carro = idarren wi n eleqqam (le zampe posteriori) e shiwa (le zampe anteriori)
  - le tre stelle del timone = tekamshi o tikerdaf n iri n tälämt (le vertebre cervicali della cammella), e precisamente:
    1. Alioth = takerduft ta täzzarät (la prima vertebra)
    2. Mizar = takerduft ta n sänatät (la seconda vertebra)
    3. Alkaid = takerduft ta n käradät (la terza vertebra)

  - Arturo = éghaf n tälämt (la testa della cammella)
  - una stella mal definita (forse η Bootis [Prasse et al.]? o Alcor [Barrère]?) = énad (il fabbro/artigiano)
  - Altre stelle (ψ, λ, μ, ν, ξ Ursae Maioris secondo Duveyrier; α, μ, ν, ξ secondo Nicolas) costituiscono eljemaat / eljemaghet (l'assemblea)
- Orsa Minore = äwära / alegod (il piccolo di cammello) 
  - Stella Polare = lenkeshem / lekeshan; tatrit ta n tamesna (la stella del nord)
- Pleiadi = Shet Ehod (Le Figlie della Notte), spose di Aldebaran e di Orione, sono 7, per la precisione 3 in coppia e una isolata:
  - ma teseksek - essek-awet
  - ma teleghlegh - ellegh-awet
  - ma teregreg - erreg-awet
  - tit-ennit aba-tet (quella senza un occhio)/Fadimata is ikkăs Amănăr tett-ennit făl telleq n ebdebed (Fadimata cui Orione ha portato via un occhio per [una disputa su] una manciata di granaglie)
- La coda dell'Ariete (35 Arietis, 41 Arietis, 39 Arietis) = tamezgida n Shet Ehod (il luogo di preghiera delle Figlie della Notte).
- Iadi = ulli (Le capre)
- Corona Boreale = abuk n enaden (la capanna dei fabbri/artigiani)
  - Alphecca, la stella più luminosa, è il focolare su cui essi lavorano
- Orione = Amänär (la guida)
  - Betelgeuse = afus wa n äghil (la mano destra)
  - Bellatrix = afus wa n teshalge (la mano sinistra)
  - il Balteo di Orione = tagbest n Amänär (la cintura di Amanar)/Takuba n Amänär (la spada di Amanar)
  - Rigel = ader n alaku (il piede [sinistro] che sta nel fango)
  - Scudo di Orione (π1-π6 Ori) = tamezgida n Amänär (il luogo di preghiera di Amanar)
  - Nebulosa di Orione = eyy (o äshiwa) n Amänär (il sesso di Amanar)
- Toro = Kukayod, nome che vale sia per la sola stella Aldebaran sia per il gruppo di tre stelle di cui essa fa parte, che sarebbero il corpo (al centro) e le due ali.
- Gemelli (Barrère) o Centauro (Bernus-ag Sidyene) = ineran (le gazzelle dama)
  - ener (la gazzella maschio)
  - tenert (la gazzella femmina)
- Croce del Sud = iggaren (le piante di Maerua crassifolia), quattro arbusti, brucati dalle gazzelle del Centauro
- Lira = égädär wa sgänän (l'avvoltoio appollaiato); il nome si usa anche solo per la sua stella principale:
  - Vega
- Aquila = égädär wa iggädän (l'avvoltoio in volo); il nome si usa anche solo per la sua stella principale:
  - Altair
- Cigno =  tanegit (la gru coronata), Prasse-Alojali-Mohamed
- Cane Maggiore = ifäräkfärakän (quelli che si muovono facendo rumori secchi); per alcuni ne designerebbe solo la "coda": ε, δ, η
  - Sirio = eidi (il cane), e idi n Amänär (il cane di Orione)
  - Murzim (β Canis Maioris) = awhim (il piccolo di gazzella)
  - Procione (propriamente α Canis Minoris) = teidit (la cagna)
- Lepre = ihenkad / izekad (le gazzelle dorcas)
- Nave Argo
  - Canopo (α Carinae) = ghusshät (agosto) / wadet
  - δ Velorum = tänaflit (il benessere)
  - una stella non identificata = tezzurt (il malessere)
- Scorpione = tezardemt (lo scorpione), ma solitamente questa costellazione è divisa in più parti:
  - la parte anteriore corrisponde a talezdäq o tajdayt (la palma da dattero)
  - Antares = Abelkoray / Amrot (un giovane che vi si sta arrampicando)
  - Graffias (β1 Sco) e Dschubba (δ Scorpii) = tibaradin (le ragazze) [secondo Prasse et al.; secondo Barrère tibaradin sono le stelle della Freccia; Nicolas a proposito di Antares dice che corrisponde a Amrot + shibaradin "le ragazze" che vanno allo stagno (teghazert), senza ulteriori specificazioni]
  - la coda dello scorpione corrisponde a tenilt (lo struzzo femmina), e in particolare
    - Shaula (λ Scorpii) e Lesath (υ Scorpii) sarebbero Tyettawén en tanilt, "gli occhi dello struzzo"
- Via Lattea = mehellaw / malle / madel "quella che non è diritta"; tarrayt n Ayer "la strada che conduce all'Aïr" (Kel Denneg)
  - Eyes (il cavallo) è una macchia nera al suo interno, vicino a Alnitak (ζ Orionis)
- Quadrato di Pegaso = tafella (il tetto)
- Cassiopea = ibäradän (i giovanotti) / jämaghät (l'assemblea)

## Altri astri
- Venere = tatrit ta n tufat "la stella del mattino"; tatrit ta n temesra "la stella delle giovani nubili" (Kel Ataram, Aïr); tezzeg ulli, ezzeg wulli, izuzegan, tatrit en welli "(la stella che appare all'ora della) mungitura delle capre".

## I miti
Grande e Piccolo Carro - Riguardo a Talamt d awara-nnet ("la cammella e suo figlio"), la leggenda vuole che si trattasse di Fakrou, la cammella del profeta Salih. Dei malvagi l'avrebbero uccisa ed essa venne trasformata in costellazione, mentre i suoi uccisori sarebbero stati trasformati, per punizione, in animali. La costellazione comprende non solo le 7 stelle dell'orsa, ma anche Arturo, che è la sua testa (così essa viene ad avere un lungo "collo", proprio come una cammella), mentre una piccola stella accanto ad essa è un artigiano che sta aspettando che la cammella venga uccisa per poter fabbricare una sella con la sua pelle (l'uccisione della cammella avverrebbe per il banchetto di nozze di Kukayod con una delle Figlie della Notte). Il piccolo cammello ruoterebbe intorno al picchetto, che è la stella polare. Secondo un'altra versione (Duveyrier 1864, p. 424) la Stella Polare sarebbe una schiava che tiene al guinzaglio il cammellino mentre la madre viene munta. Lenkeshem sarebbe il comando "tieni!" a lei rivolto. E dal momento che l'"Assemblea" avrebbe deliberato di ucciderla, la schiava se ne starebbe immobile per non farsi notare.
Pleiadi - Un mito ben preciso sulle vicende delle Figlie della Notte non è fin qui stato rilevato. È certo che Kukayod le insegue, senza mai raggiungerle, per sposarne una ("inseguimento di Kukayod" è un detto proverbiale a proposito di uno sforzo vano), anche se non è chiaro quale sia la sua promessa.
Orione - Di Amanar si sa solo che era un eroe leggendario, un valoroso guerriero dalla forza incomparabile. Ma non si conoscono episodi precisi a lui attribuiti. Una tradizione (raccolta da G. Barrère) afferma che sarebbe stato molto irascibile, al punto che avrebbe colpito la madre terra. Sarebbe quindi stato punito col caldo e col gelo: la mano destra (la rossa Betelgeuse), condannata al fuoco eterno, e il piede sinistro (Rigel, dalla luce bianca) immerso in permanenza nel ghiaccio. Ed ora il suo corpo giacerebbe, in cielo, abbandonato nudo alla vista di tutti.
Cane Maggiore e Lepre - Gli ifäräkfärakän sarebbero dei vassalli (imghad) che si muovono nelle erbe secche cercando di non farsi notare dalle gazzelle (ihenkad), ma non riescono a evitare di produrre rumori secchi. Lanciano quindi il cane (eidi) al loro inseguimento, ma Amanar interviene e ne fa lui una sua preda. Allora gli imghad si muovono contro altre due gazzelle (ener "la gazzella maschio" e tenert "la gazzella femmina"), che Amanar non può vedere perché sono alle sue spalle, e inseguono col cane eidi la gazzella maschio, e con la cagna teidit la gazzella femmina.
Scorpione - La scena immortalata dalla costellazione consiste nel tentativo di furto dei bei datteri della palma da parte di Abelkoray, che viene scoperto e denunciato dalle ragazze che stavano recandosi a prender acqua ad una pozza. Abelkoray era venuto sul posto a cavallo, lasciando la cavalcatura (eyes) nascosta in un punto oscuro della via lattea.
Quadrato di Pegaso - Secondo Casajus (p. 58), la volta celeste sarebbe sorretta da quattro pilastri (tagettewt, a nord-ovest, nord-est, sudovest e sud-est), che nessuno ha mai visto di persona. Ma affinché la gente non dubiti della loro esistenza, Dio avrebbe disposto in cielo quattro stelle che ne sarebbero la riproduzione: tafella (il tetto).

## Simboli
In un articolo del 1952, Henri Lhote descrive l'interpretazione che un artigiano tuareg dell'Ahaggar (Bédarer ag Améréoualt) dava di alcuni simboli scoperti qualche anno prima nel deserto e descritti da Théodore Monod. Egli avrebbe indicato senza esitazione in diversi disegni la raffigurazione del sole e di alcune stelle e costellazioni.
In particolare, vi avrebbe riconosciuto:
- Iyaḍan "i cani": secondo Lhote si tratterebbe di Sirio, più probabilmente della costellazione del Cane, dal momento che i simboli riferiti a questo elemento astrale hanno in comune una forma composita, un quadrato diviso in 4 parti da due diagonali e con 4 "nodi" ai vertici;
- Iwhemen "cuccioli di gazzella", appartenenti forse alla costellazione della lepre (anche questi simboli si presentano come quadrati divisi in 4 settori, anche se con qualche differenza dai simboli precedenti);
- Talemt "la cammella", cioè l'Orsa Maggiore, ravvisata in un simbolo formato da una sorta di ovale diviso in sei settori da un tratto per il lungo e due tratti ad esso perpendicolari;
- Amanar, cioè Orione, simboleggiato da un rettangolo diviso anch'esso in sei settori con un tratto per il lungo e due tratti perpendicolari;
- Shet Ehod "le figlie della notte", cioè le Pleiadi: sei circoletti in due file parallele all'interno di un rettangolo;
- Lankechen, ossia la Stella Polare, individuata in un simbolo costituito da tre quadrati concentrici di diverse dimensioni;
- Eyes, "il cavallo", vale a dire -a detta di Lhote- Cassiopea, rappresentato da una serie di 16 simboli disposti in quadrato (4 x 4), ciascuno dei quali ha la forma di un quadrato, con solo tre lati tracciati e un lato aperto, orientati in direzione diversa gli uni dagli altri.